# Židovský hřbitov ve Stříbře
Židovský hřbitov ve Stříbře leží severně od města po pravé straně silnice pokračující ze Soběslavovy ulice ve Stříbře na Kšice. Vstup do areálu je z jižní strany.
Založen byl roku 1902 a téhož roku zde proběhl i první obřad. O rok později byla zkolaudována i pohřební místnost. Poslední pohřeb se zde konal v roce 1935, pohřbeni jsou zde i Židé ze vsí z okolí. Do dnešního dne se zde dochovalo přes devadesát náhrobních kamenů a jejich torz. Nachází se zde také hromadný hrob 48 obětí pochodu smrti z jara roku 1945 zastřelených asi u východní zdi hřbitova. Na západě hřbitova stojí při silnici dům přestavěný roku 1943 na obytný.
Ve vsi se též nachází synagoga.